# Froeschneria piligera
Froeschneria piligera är en insektsart som först beskrevs av Carl Stål 1862.  Froeschneria piligera ingår i släktet Froeschneria och familjen Rhyparochromidae. Inga underarter finns listade i Catalogue of Life.